# American Tour
American Tour – minialbum (EP) zespołu Budka Suflera z 1988 roku, promujący trasę koncertową w USA. Zawiera trzy angielskojęzyczne wersje utworów grupy oraz jeden utwór instrumentalny.
„Lifeline” to „Jolka, Jolka pamiętasz” z angielskim tekstem. W odróżnieniu od oryginału, wykonywany jest przez Krzysztofa Cugowskiego. „Goin’ Down” i „Can You Feel It Now?” to angielskojęzyczne wersje utworów z najnowszego wówczas albumu studyjnego, Ratujmy co się da!!; są to, odpowiednio: „Mnie to nie dotyczy” i „Czy ty siebie znasz?”.
Minialbum nigdy nie został wydany powtórnie, więc obecnie nie jest dostępny w sprzedaży i z tego powodu jest bardzo poszukiwany przez kolekcjonerów.

## Lista utworów
Źródło (długość utworów)
| Nr | Tytuł utworu            | Autorzy                                | Długość |
| -- | ----------------------- | -------------------------------------- | ------- |
| 1. | „Lifeline”              | muz. Romuald Lipko, sł. Tom Wachtel    | 6:52    |
| 2. | „Goin’ Down”            | muz. Romuald Lipko, sł. Bogdan Olewicz | 4:11    |
| 3. | „Can You Feel It Now?”  | muz. Romuald Lipko, sł. Bogdan Olewicz | 5:13    |
| 4. | „Temat z filmu Pay Off” | muz. Romuald Lipko                     | 5:51    |
|    |                         |                                        | 22:07   |

## Twórcy
- Krzysztof Cugowski – śpiew[a]
- Romuald Lipko – instrumenty klawiszowe[a]
- Tomasz Zeliszewski – perkusja[a]
- Stanisław Zybowski – gitara[3]

gościnnie
- Janusz Biegaj – gitara basowa[3]
- Mieczysław Jurecki – gitara basowa[3]